# 담양 개선사지 석등
담양 개선사지 석등(潭陽 開仙寺址 石燈)은 대한민국 전라남도 담양군 남면 개선사지에 있는 남북국시대 신라의 석등이다. 1963년 1월 21일 대한민국의 보물 제111호로 지정되었다.

## 개요
오랫동안 파묻혀 있었는데, 최근에 바닥을 파고 흩어진 부분을 정리하여 다시 세웠다.
높이 3.5m로, 아래받침돌에는 엎어놓은 연꽃 모양이 새겨졌고, 사잇기둥은 장고모양이며, 윗받침돌에는 솟은 연꽃모양을 새겼다. 불을 밝히는 곳인 화사석(火舍石)은 8각이며 창이 8면에 뚫렸다. 지붕돌은 아랫면에 낮고 널찍한 괴임이 있고, 8각의 끝부분에는 꽃모양을 둥글게 조각하였다.
석등의 창 사이 공간에는 통일신라 진성여왕 5년(891)에 만들었다는 글이 새겨져 있는데, 신라시대 석등 가운데 글씨를 새긴 유일한 예로, 비슷한 시대의 다른 작품의 연대와 특징을 연구하는데 있어서 표준이 되는 작품이다.

## 특징
팔각형을 기본으로 삼는 고복형(鼓複形) 석등으로 높이는 3.5미터이다. 세부양식을 살펴보면 넓은 방형 지대석 위에 팔각하대석을 올렸는데 1992년에 새로운 석재로 교체하였다. 그 위의 상대석의 복련은 복판팔엽의 양련으로 하대석의 복련과 대칭을 이룬다. 상대갑석 위에는 둥그런 괴임을 마련하였고 화사석의 각 면에는 장방형의 호창을 내고 간주 양쪽을 이용하여 조등기(造燈記)를 음각하였다. 팔각지붕 마루 끝에 귀꽃을 장식하였으나 현재는 대부분 깨졌고 하나만 남아 있다.
화사석 기둥면에 새겨진, 등을 만든 기록은 한 기둥에 각기 두 줄씩 기록되어 있고, 9행과 10행에 쓰여진 세주(細注)는 각기 두 줄로 되어 있다. 총 10행 136자이며, 글자의 너비는 4센티미터, 서체는 해서(楷書)이다. 진성여왕 5년인 891년에 만들었다는 글이 새겨져 있는데, 이는 신라 시대 석등 가운데 유일한 명문이다. 그래서 다른 작품의 연대와 특징을 연구하는 데 기준이 된다.

## 담양 개선사지

### 연혁

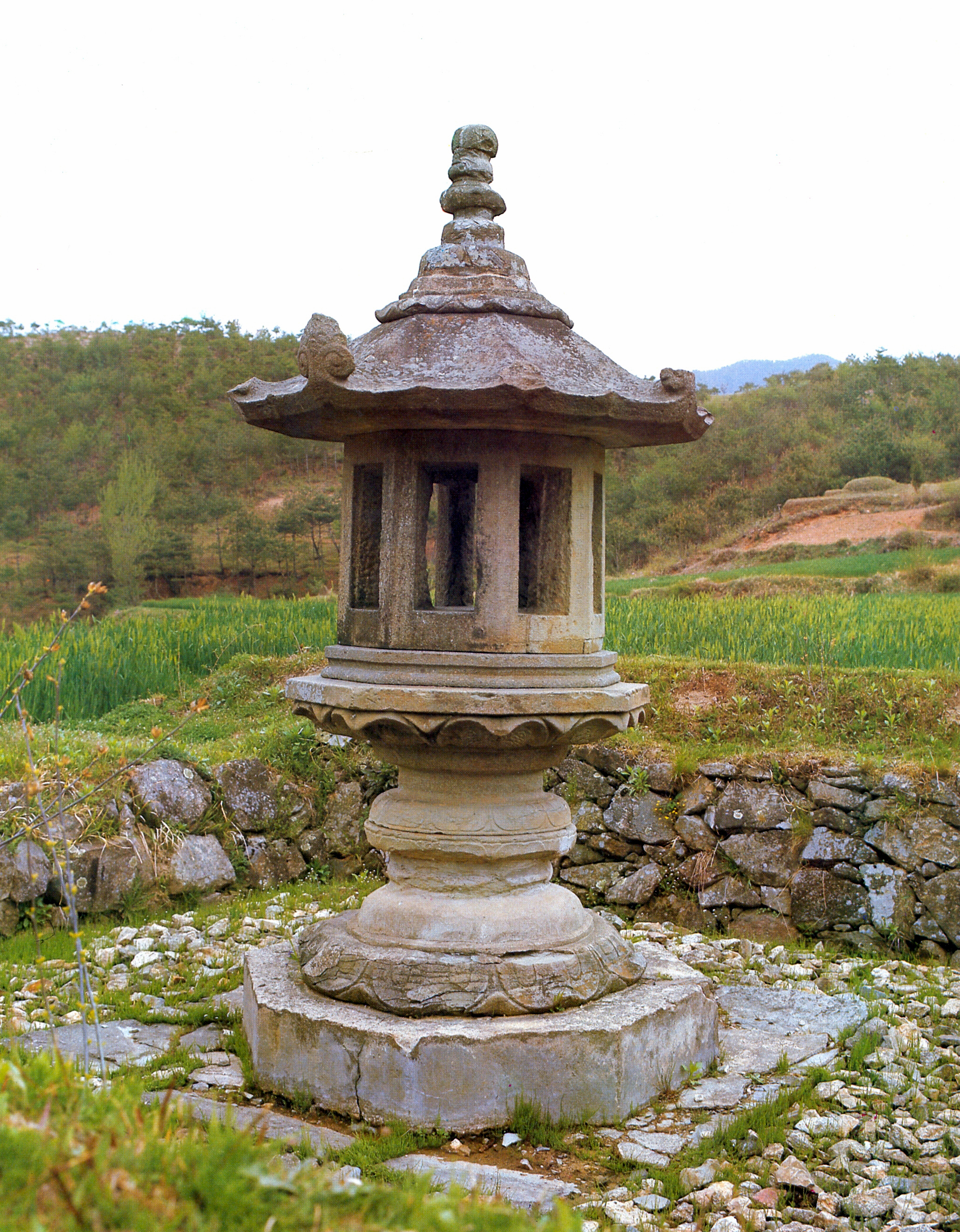
개선사지 석등

개선사지에 관한 기록은 조선후기 읍지에서 확인되고 있다. 해남읍지(1791), 창평군읍지(1899) 등에 '석등이 현 남쪽 오리(군 남쪽 15리) 개선동에 있고 전하기를 삼국시대 개선사의 것이라 한다. 높이는 1장이 넘고 둘레는 2圍이고 층이 10級인데 8개의 문을 뚫고 조각이 극히 기괴하다. 그 면에 각자하여 이르기를 '당 함통9년 戊子년 2월에 승려 靈判이 건립했다'고 한다.'고 기록되어 있다. 이러한 내용은 1909년 황성신문의 명소고적 소개기사에도 동일하게 인용되고 있다. 한편 1872년에 작성된 〈창평현지도〉에도 현 남쪽 '開仙洞'에 '開仙寺古地'라 기록하고 탑 모양의 그림이 그려져 있다. 《寺塔古跡巧》에는 '남면 학선리 사지: 개선사지라고 칭한다. 개선동 부락의 남쪽 약 200간에 있다. 석등: 화강암제 팔각당형으로서 탑신부에 연꽃을 조각하였는데 정치하다.…'고 조사 기록하고 있다.

### 조사구역 현황
개선사지는 덕봉산 정상에서 북동쪽으로 형성된 낮은 구릉지대에 위치해 있다. 현재는 1976년에 준공된 광주호로 인해 산 아래에서 올라오는 길이 수몰되어 광주광역시 북구 충효동 수리마을쪽에서 개선동길을 따라 덕봉산 동쪽 능선을 넘어 진입해야 한다. 수몰되기 이전에는 현재의 광주호 제방 쪽에서 개선마을을 지나 골짜기 쪽으로 올라 진입하였다. 사지의 입지는 서쪽에서부터 남쪽과 동쪽으로 낮은 등선으로 둘러싸여 북향을 하고 있으며, 골짜기 상단부에 담양 개선사지 석등(보물 제111호)이 위치해 있다. 석등 앞쪽으로 완만한 계단형 평탄지가 100m 이상 조성되어 있으나 모두 과수원으로 사용되고 있어 유구는 확인되지 않으며, 유물 역시 소수의 기와편과 자기편만 확인되고 있다.

## 현지 안내문
석등은 절 안을 환하게 밝히는 기능 뿐 아니라 부처님의 빛이 사방을 비춘다는 상징적인 의미를 가지고 있다.
이 석등은 통일신라 석등 중 유일하게 명문이 새겨져 있는데 하부가 땅속에 묻혀있던 것을 최근에 복원하였다. 높이 3.5m로 8각의 화사석(火舍石)은 각 면마다 직사각형의 창을 뚫었으며 각 창의 양편에 해서(楷書)로 136자의 명문을 적어 놓았다. 1행부터 6행까지는 신라 경문왕과 그 왕비, 공주(뒤의 진성여왕)가 주관하여 석등을 건립하였다는 기록이 있고, 7행부터 10행까지는 이 절의 승려가 주관하여 석등의 유지비를 충당하기 위한 토지의 구입과 그 토지의 위치에 관한 기록이 적혀있다. 명문에 쓰인 용기(龍紀) 3년은 891년(통일신라 진성여왕3)에 해당되므로 조성연대를 알 수 있는 귀중한 자료이다. 석등의 규모나 조각수법으로 보아 상당히 큰 사찰이 있었던 것으로 추정된다.

## 참고 자료
- 이 문서에는 다음커뮤니케이션(현 카카오)에서 GFDL 또는 CC-SA 라이선스로 배포한 글로벌 세계대백과사전의 내용을 기초로 작성된 글이 포함되어 있습니다.